# Coleophora chamaedriella
Coleophora chamaedriella is een vlinder uit de familie kokermotten (Coleophoridae). De wetenschappelijke naam is voor het eerst geldig gepubliceerd in 1852 door Bruand.
De soort komt voor in Europa.